# Jazz Club Slaný
Jazz Club Slaný je spolek, jehož účelem je sdružování příznivců jazzové hudby v městě Slaný.

## Historie
Vznik Jazz Clubu Slaný je spojen s osobou učitele, amatérského hudebníka, aranžéra, kapelníka a jazzového nadšence Vladimíra Trska. Slánský Jazz Club vznikl v roce 1962 jako kroužek zájmové umělecké činnosti Závodního klubu ČKD Slaný (později Závodní klub ROH). Zakládajícími členy byli Vladimír Trsek, Jiří Plašil, Václav Hokův, Jiří Vohralík a Tomáš Hanuš. Souběžně s Jazz Clubem vzniklo ve Slaném divadlo malých forem DIMAFOR, ve kterém vedle divadelníků působila i dixielandová kapela Vladimíra Trska, okolo které se vytvořil okruh příznivců a fandů. Život klubu byl spjat s dixielandovou kapelou Old Timers, kterou založil rovněž Vladimír Trsek. Old Timers hráli na pravidelných „večerech pro známé", kam bývaly zvány i mimoslánské orchestry a sólisté. Tyto koncerty pak byly přejmenovány na jazzové večery.
Město Slaný se od roku 1967 stalo jedním z míst, kde se konala hudební přehlídka organizovaná Československou jazzovou federací (ČJF), nazvaná Dostaveníčko ve Slaném. Tyto přehlídky byly soutěžní a konaly se ve všední dny. Hudebníci museli přestát hrát tak, aby se stihli vrátit domů. Proto přišel Jiří Plašil s představou vlastního hudebního festivalu, který by byl nesoutěžního charakteru a konal se o víkendu. Tak vznikl festival Slánské jazzové dny, který založil Jiří Plašil v roce 1968. Zpočátku se konaly různě, jednou i dvakrát za rok. Od roku 1972 se pravidelně konají třetí listopadový víkend a tato tradice se stále drží.
Z bohaté historie Slánských jazzových dnů stojí za zmínku 23. ročník, který se konal 17. až 19. listopadu 1989. Když festival začal, nikdo nevěděl, co se ve stejnou dobu odehrává v Praze. V průběhu večera přijíždějící účinkující z Prahy útržkovitě informovali o zásahu VB na Národní třídě.
K 50. výročí vyšla publikace So What?, podrobně shrnující 50 let existence Jazz Clubu Slaný, včetně programů dosud konaných Slánských jazzových dnů, doplněná o fotografie a vzpomínky pořadatelů i návštěvníků.